# Área de Conservação do Annapurna
A Área de Conservação do Annapurna (em inglês: Annapurna Conservation Area; sigla: ACA ou ACAP) é a maior área protegida do Nepal, cobrindo uma área de 7 629 km², na cordilheira do Annapurna dos Himalaias, ao longo dos distritos de Manang, Mustang, Kaski, Myagdi e Lamjung, em altitudes que vão dos 790 metros até ao pico do Annapurna I, a 8 091 m.
Foi criada em 1986 e formalizada por decreto em 1992. É administrada pelo Fundo Nacional para a Conservação da Natureza (National Trust for Nature Conservation).
Tem duas regiões climáticas distintas, com variações de pluviosidade média anual que vão de menos de 500 mm na parte norte até 3 000 mm na parte sul.